# Dysphania splendida
Dysphania splendida là một loài bướm đêm trong họ Geometridae.